# Georgia en los Juegos Olímpicos de la Juventud 2018
Georgia compitió en los Juegos Olímpicos de la Juventud 2018 en Buenos Aires, Argentina, celebrados entre el 6 y el 18 de octubre de 2018. Su delegación estuvo conformada por 15 atletas y consiguió una medalla dorada, cuatro de plata y una de bronce en las justas deportivas.

## Medallero
| Medalla       | Oro | Plata | Bronce | Total |
| ------------- | --- | ----- | ------ | ----- |
| Total oficial | 1   | 4     | 1      | 6     |

## Disciplinas

### Baloncesto
Georgia clasificó a su equipo masculino mediante el Ranking de Federaciones Nacionales Sub-18.
- Torneo masculino - 1 equipo de 4 atletas

### Gimnasia rítmica
Georgia clasificó a una gimnasta por su desempeño en las clasificatorias europeas.
- Individual femenino - 1 plaza

### Tiro
Georgia clasificó a una tiradora por su desempeño en los torneos europeos de 2018.
| Atleta             | Evento                     | Clasificación | Clasificación | Final  | Final             |
| Atleta             | Evento                     | Puntos        | Rango         | Puntos | Rango             |
| ------------------ | -------------------------- | ------------- | ------------- | ------ | ----------------- |
| Nino Khutsiberidze | Tiro de 10 metros femenino | 565-13x       | 4 Q           | 214.6  | Medalla de bronce |

### Levantamiento de pesas
| Atleta            | Evento             | Arrancada | Arrancada | Tirón     | Tirón | Total | Rango            |
| Atleta            | Evento             | Resultado | Rango     | Resultado | Rango | Total | Rango            |
| ----------------- | ------------------ | --------- | --------- | --------- | ----- | ----- | ---------------- |
| Archil Malakmadze | 69 kilos masculino | 134       | 2         | 154       | 4     | 288   | Medalla de plata |